# Arabska vstaja v Palestini (1936–1939)
Arabska vstaja v Palestini v letih 1936 in 1939 je bila arabska nacionalistična vstaja v Britanskem mandatu za Palestino proti britanski kolonialni upravi in proti množičnem judovskemu priseljevanju v Palestino.
Vstaja je imela dve fazi:
- v letih 1936–1937 se je upor omejil predvsem na stavke in politični protest Arabskega visokega komiteja (HAC)[11] (britanska civilna uprava je do oktobra 1936 popolnoma izničila arabski upor s kombinacijo političnih uslug, mednarodne diplomacije (preko Iraka, Saudove Arabije, Transjordanije in Jemna[1]) in grožnjo z vojaškim pravom[11]) ter
- v letih 1937–1939 pa se je pričel oboroženi upor primarno arabskih kmetov, ki so napadali britanske sile in britanske gospodarske objekte (predvsem naftno industrijo)[11] (ta del vstaje je bil zatrt s pomočjo Britansko kopensko vojno in judovsko-palestinskimi policisti, ki so uporabljali represivna sredstva, da bi prestrašili arabsko prebivalstvo in izničili lokalno podporo za vstajo).

Po uradnih britanskih podatkih so vojaki in policisti ubili v bojih več kot 2.000 Arabcev, 108 so jih obesili in 981 jih je umrlo zaradi roparskih in terorističnih aktivnosti. Po analizi britanskega statistika Walida Khalida pa je razvidno 19.792 arabskih žrtev, od katerih jih je 5.032 umrlo: 3.832 je padlo v bojih z Britanski in 1.200 jih je umrlo zaradi terorizma; 14.760 jih je bilo ranjenih. Več kot desetina vseh arabskih odraslih moških (med leti 20 in 60) je bilo ubitih, ranjenih, zaprtih ali izgnanih. Ocene o mrtvih palestinskih Judih pa se gibljejo od 91 do več sto.
Kljub temu, da je bila vstaja zatrta, pa so njene posledice bile glavni vzrok za palestinsko vojno leta 1948.